# Hedgökstekel
Hedgökstekel (Evagetes dubius) är en stekelart som först beskrevs av Vander Linden 1827.  Hedgökstekel ingår i släktet Evagetes, och familjen vägsteklar. Enligt den finländska rödlistan är arten sårbar i Finland. Arten är reproducerande i Sverige. Artens livsmiljö är åsmoskogar.